# Can Campeny
Can Campeny és una obra de Sant Vicenç de Montalt (Maresme) inclosa a l'Inventari del Patrimoni Arquitectònic de Catalunya.

## Descripció
Edifici amb planta baixa i dos pisos. Composició en façana d'estil neoclàssic, que ha estat posteriorment degradada amb afegits i reformes. L'interior ha estat subdividit en habitatges unifamiliars. L'immoble està coronat amb una barana tapada de pedra.